# جئوانیس کاسیانی
جئوانیس کاسیانی (ایتالیایی: Geovanis Cassiani؛ زادهٔ ۱۰ ژانویهٔ ۱۹۷۰) بازیکن فوتبال ایتالیایی‌تبار اهل کلمبیا بود.
از باشگاه‌هایی که در آن بازی کرده‌است می‌توان به باشگاه فوتبال اتلتیکو ناسیونال اشاره کرد.
وی همچنین در تیم ملی فوتبال کلمبیا بازی کرده‌است.